# La pagliuzza e la trave

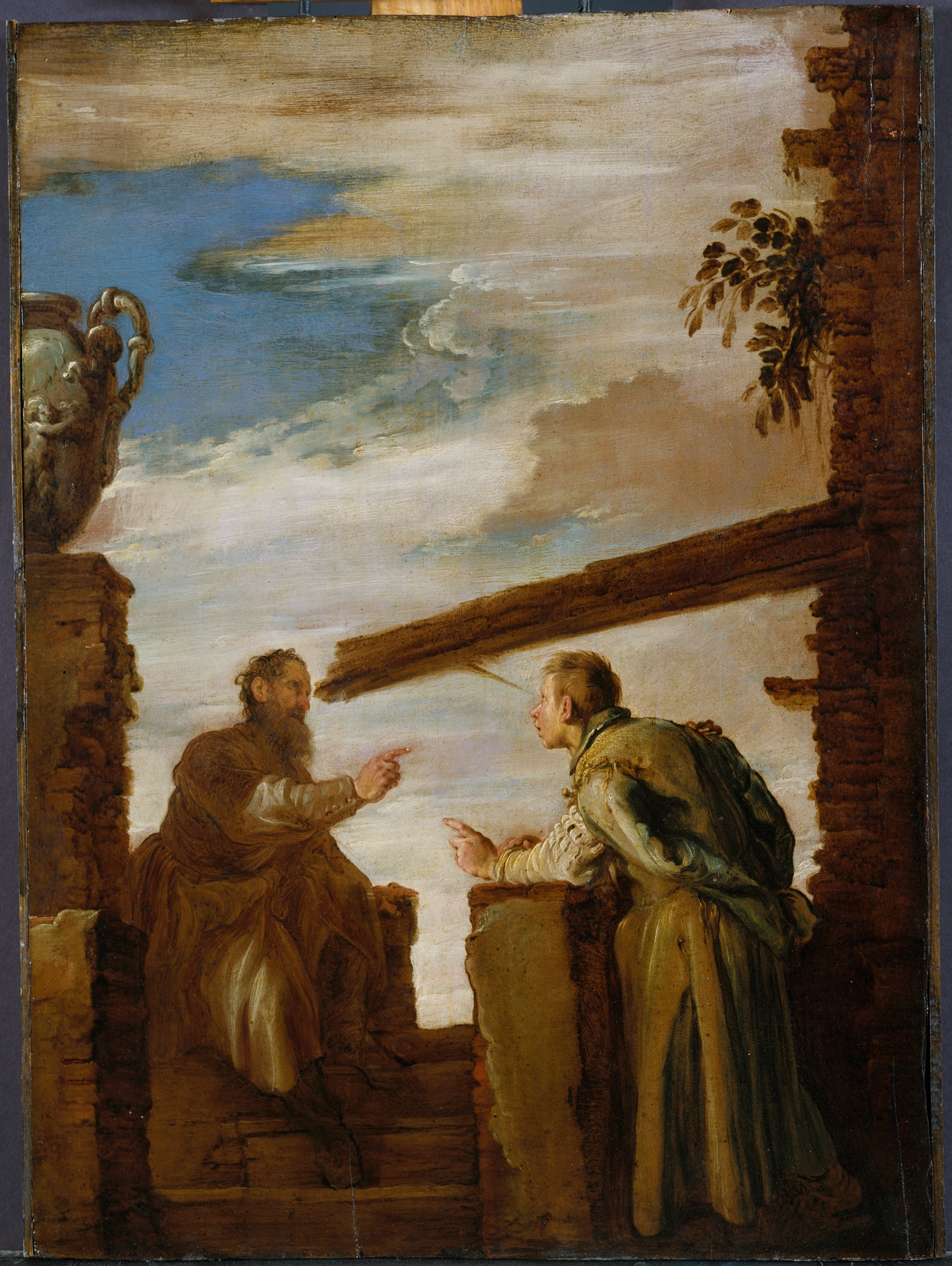
La parabola della pagliuzza e della trave, Domenico Fetti, 1619 circa.

La pagliuzza e la trave (detta anche Non giudicare) è una parabola di Gesù recitata durante il discorso della montagna contenuta nel solo Vangelo secondo Matteo, 7, vv. 1-5. Questo discorso è piuttosto breve e inizia con un avvertimento ai suoi seguaci circa i pericoli del giudicare gli altri, affermando che si verrà giudicati con il medesimo metro. Il discorso della pianura nel Vangelo secondo Luca ha un passaggio simile in Lc 6,39-42. Anche il Vangelo secondo Marco contiene (4,24-25) un invito a non giudicare gli altri, ma il testo è molto più breve e manca la successiva parabola della pagliuzza e la trave.

## Testo
(Vangelo secondo Matteo 7,1-5 (CEI))

## Interpretazione

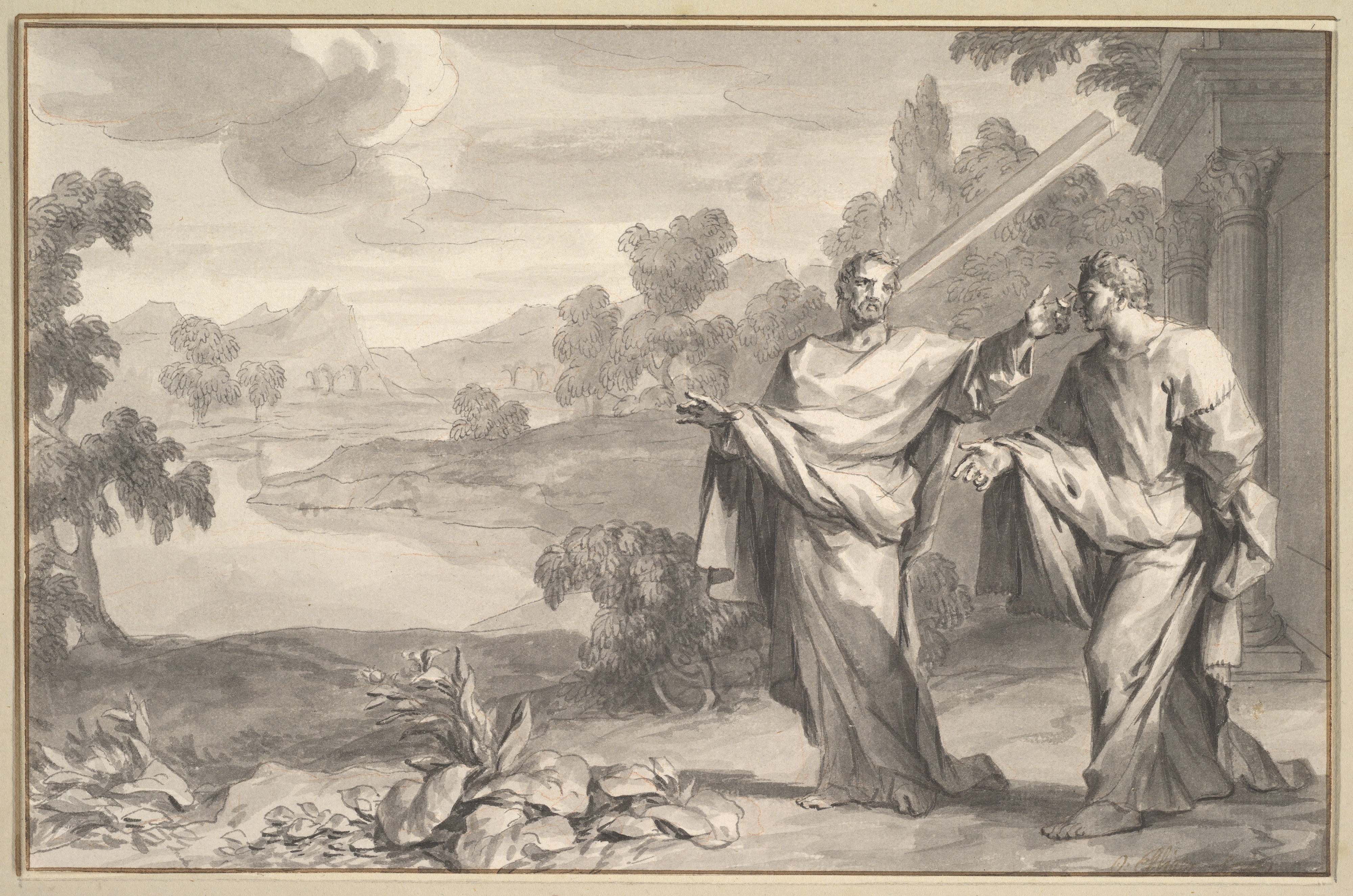
La parabola della pagliuzza e della trave Disegno di Ottmar Elliger il Giovane (1666–1735).

La lezione morale di questo discorso è di evitare l'ipocrisia, la giustizia da sé e la censura. L'analogia utilizzata è la presenza di un piccolo oggetto come una pagliuzza nell'occhio di una persona comparato ad uno più grande come la trave di legno in quella dell'altro. La parola originale greca che si traduce come "pagliuzza" (κάρφος, karphos) significa propriamente "ogni piccola cosa". I termini pagliuzza e trave sono le più comunemente usate, ma ad esempio la New International Version del vangelo utilizza "scheggia" e "tavola". In realtà la pagliuzza da più l'idea di un oggetto che è leggero, piccolo, fluttua nell'aria rispetto alla scheggia. L'analogia è anche un rimando al lavoro di carpentiere che a Gesù doveva essere molto familiare.
Nell'analogia, chi cerca di rimuovere l'impedimento dall'occhio del fratello ha un impedimento ancora maggiore nel proprio occhio, è metaforicamente quello che tenta di regolare l'altro e spesso egli stesso soffre di cecità ed ipocrisia.
Un proverbio simile si trova nella cultura ebraica ed in altre culture, come nel caso del proverbio latino riportato da Atenagora di Atene.